# Liste der Bodendenkmäler in Burgebrach
Auf dieser Seite sind die Bodendenkmäler in dem oberfränkischen Markt Burgebrach zusammengestellt. Diese Tabelle ist eine Teilliste der Liste der Bodendenkmäler in Bayern. Grundlage ist die Bayerische Denkmalliste, die auf Basis des Bayerischen Denkmalschutzgesetzes vom 1. Oktober 1973 erstmals erstellt wurde und seither durch das Bayerische Landesamt für Denkmalpflege geführt wird. Die folgenden Angaben ersetzen nicht die rechtsverbindliche Auskunft der Denkmalschutzbehörde.

## Bodendenkmäler in Burgebrach
| Lage       | Objekt                                                                                     | Akten-Nr.     | Bild |
| ---------- | ------------------------------------------------------------------------------------------ | ------------- | ---- |
| (Standort) | Archäologische Befunde im Bereich einer ehem. frühneuzeitlichen Kapelle                    | D-4-6129-0014 |      |
| (Standort) | Archäologische Befunde des Mittelalters und der frühen Neuzeit                             | D-4-6129-0019 |      |
| (Standort) | Grabhügel vorgeschichtlicher Zeitstellung.                                                 | D-4-6130-0001 |      |
| (Standort) | Grabhügel vorgeschichtlicher Zeitstellung.                                                 | D-4-6130-0009 |      |
| (Standort) | Mittelalterliche Wüstung.                                                                  | D-4-6130-0011 |      |
| (Standort) | Freilandstation des Mesolithikums.                                                         | D-4-6130-0013 |      |
| (Standort) | Freilandstation des Mesolithikums.                                                         | D-4-6130-0014 |      |
| (Standort) | Siedlung vorgeschichtlicher Zeitstellung.                                                  | D-4-6130-0019 |      |
| (Standort) | Freilandstation des Mesolithikums, Siedlung des Neolithikums, der späten Bronzezeit        | D-4-6130-0020 |      |
| (Standort) | Freilandstation des Paläolithikums und des Mesolithikums und Siedlung                      | D-4-6130-0022 |      |
| (Standort) | Freilandstation des Mesolithikums.                                                         | D-4-6130-0023 |      |
| (Standort) | Siedlung vorgeschichtlicher Zeitstellung.                                                  | D-4-6130-0024 |      |
| (Standort) | Siedlung vorgeschichtlicher Zeitstellung.                                                  | D-4-6130-0026 |      |
| (Standort) | Siedlung der Hallstattzeit, der jüngeren Latènezeit und des frühen Mittelalters.           | D-4-6130-0027 |      |
| (Standort) | Grabhügel vorgeschichtlicher Zeitstellung.                                                 | D-4-6130-0029 |      |
| (Standort) | Frühmittelalterliche Ringwallanlage.                                                       | D-4-6130-0030 |      |
| (Standort) | Siedlung vorgeschichtlicher Zeitstellung.                                                  | D-4-6130-0031 |      |
| (Standort) | Siedlung vorgeschichtlicher Zeitstellung.                                                  | D-4-6130-0032 |      |
| (Standort) | Grabhügel vorgeschichtlicher Zeitstellung.                                                 | D-4-6130-0035 |      |
| (Standort) | Mittelalterlicher Burgstall.                                                               | D-4-6130-0036 |      |
| (Standort) | Bestattungsplatz mit Grabhügel vorgeschichtlicher Zeitstellung.                            | D-4-6130-0037 |      |
| (Standort) | Bestattungsplatz mit Grabhügel vorgeschichtlicher Zeitstellung.                            | D-4-6130-0038 |      |
| (Standort) | Siedlung vorgeschichtlicher Zeitstellung.                                                  | D-4-6130-0039 |      |
| (Standort) | Verebneter Turmhügel des Mittelalters.                                                     | D-4-6130-0051 |      |
| (Standort) | Siedlung vor- und frühgeschichtlicher Zeitstellung.                                        | D-4-6130-0054 |      |
| (Standort) | Abschnittsbefestigung vor- und frühgeschichtlicher oder mittelalterlicher Zeitstellung.    | D-4-6130-0055 |      |
| (Standort) | Freilandstation des Mesolithikums.                                                         | D-4-6130-0056 |      |
| (Standort) | Siedlung vor- und frühgeschichtlicher Zeitstellung.                                        | D-4-6130-0057 |      |
| (Standort) | Archäologische Befunde des Mittelalters und der frühen Neuzeit im Bereich der Kath. Kirche | D-4-6130-0068 |      |
| (Standort) | Archäologische Befunde des Mittelalters und der frühen Neuzeit                             | D-4-6130-0071 |      |
| (Standort) | Archäologische Befunde des Mittelalters sowie der frühen Neuzeit im Bereich des Schlosses  | D-4-6130-0074 |      |
| (Standort) | Archäologische Befunde des Mittelalters und der frühen Neuzeit im Bereich der Kath. Kirche | D-4-6130-0080 |      |
| (Standort) | Siedlung des Neolithikums.                                                                 | D-4-6130-0082 |      |
| (Standort) | Archäologische Befunde im Bereich der frühneuzeitlichen Kath. Kuratiekirche                | D-4-6130-0084 |      |
| (Standort) | Archäologische Befunde im Bereich des frühneuzeitlichen ehem. Schlosses in Treppendorf.    | D-4-6130-0086 |      |
| (Standort) | Archäologische Befunde im Bereich der frühneuzeitlichen Kath. Filialkirche St. Maria       | D-4-6130-0088 |      |
| (Standort) | Siedlung vor- und frühgeschichtlicher oder mittelalterlicher Zeitstellung.                 | D-4-6130-0120 |      |
| (Standort) | Grabhügel vorgeschichtlicher Zeitstellung.                                                 | D-4-6230-0013 |      |
| (Standort) | Archäologische Befunde im Bereich des frühneuzeitlichen Vorgängerbaus der modernen Kirche  | D-4-6230-0026 |      |